# Un amour de Swann (film)
Pour plus de détails, voir Fiche technique et Distribution.
Un amour de Swann est un film franco-allemand réalisé par Volker Schlöndorff, sorti en 1984. Son scénario a été largement inspiré par l'œuvre homonyme de Marcel Proust.

## Synopsis
Charles Swann, un des hommes les plus en vue de la haute société de la fin du XIXe siècle, tombe éperdument amoureux d'une femme du « demi-monde » Odette de Crécy. Mais ces sentiments passionnés deviendront vite destructeurs quand la jalousie ne cessera de hanter les pensées et l'imagination de Swann.

## Fiche technique
Sauf indication contraire, les informations mentionnées dans cette section peuvent être confirmées par la base de données cinématographiques Unifrance,  présente dans la section « Liens externes ».
- Titre original : Un amour de Swann
- Titre allemand : Eine Liebe von Swann
- Réalisation : Volker Schlöndorff
- Scénario : Peter Brook, Jean-Claude Carrière, Marie-Hélène Estienne, Volker Schlöndorff, d'après le roman éponyme de Marcel Proust
- Production : Eberhard Junkersdorf pour Bioskop (Allemagne) ; Margaret Ménégoz pour Les Films du Losange, SFP, Gaumont, France 3 Cinéma (France)
- Musique : David Graham, Hans Werner Henze, Gerd Kuhr, Marcel Wengler, Claude Debussy (Arabesques)
- Photographie : Sven Nykvist
- Montage : Françoise Bonnot
- Directeur de production : Marc Maurette
- Distribution des rôles : Romain Brémond, Marie-Christine d'Aragon, Caroline Huppert
- Décors : Jacques Saulnier, Philippe Turlure
- Costumes : Yvonne Sassinot de Nesle
- Format : Couleur - 1,66:1 - son mono - 35 mm
- Pays de production :  France,  Allemagne de l'Ouest
- Langue de tournage : français
- Durée : 110 minutes
- Dates de sortie : 23 février 1984 (France), 23 mars 1984 (Allemagne fédérale), 14 septembre 1984 (première canadienne au Festival international du film de Toronto)

## Distribution
- Jeremy Irons :  Charles Swann  (VF : voix de Pierre Arditi)
- Ornella Muti :  Odette de Crecy  (VF : voix de Micky Sébastian)
- Alain Delon : Baron de Charlus
- Fanny Ardant : Duchesse de Guermantes
- Marie-Christine Barrault :  Mme Verdurin
- Jean-Louis Richard : Monsieur Verdurin
- Anne Bennent :  Chloé
- Nathalie Juvet :  Mme Cottard
- Charlotte Kerr :  Sous-maîtresse
- Catherine Lachens :  la tante
- Philippine Pascal :  Mme Gallardon
- Charlotte de Turckheim :  Mme de Cambremer
- Nicolas Baby :  le jeune juif
- Jean-François Balmer :  Dr Cottard
- Jacques Boudet :  Duc de Guermantes
- Jean-Pierre Coffe :  Aimé
- Bruno Thost :  Saniette
- Geoffroy Tory (Roland de Chaudenay) :  Forcheville
- Roland Topor :  Biche
- Vincent Martin :  Remi
- Marc Arian :  le valet de Swann
- Véronique Dietschy :  Mme Vinteuil
- Ivry Gitlis :  le violoniste
- François Weigel : le pianiste des Verdurin
- Jean-Louis Valero : le pianiste des Guermantes
- Jean Aurenche :  M. Vinteuil
- Humbert Balsan :  responsable du protocole
- Martin Droch :  le Majordome des Guermantes
- Bernadette Le Saché :  la femme de chambre d’Odette
- Jean-Gabriel Nordmann :  laquais des Guermantes
- Maud Rayer :  l’entremetteuse
- Emmanuelle Rosenthal :  Gilberte
- Catherine Jacob

## Comparaison avec le roman
- Dans la version littéraire d'origine, ce n'est que dans Nom de pays : le nom, qui suit directement Un amour de Swann dans Du côté de chez Swann que l'on apprend du narrateur d'À la recherche du temps perdu que Swann s'est marié avec Odette et qu'il a une fille, Gilberte.
- Le personnage de Chloé n’apparaît pas dans le roman[1] mais dans Sodome et Gomorrhe[2] « Je n’aime que Chloé au monde, elle est divine, elle est blonde, et d’amour mon cœur s’inonde. » (allusion en vers à Daphnis et Chloé. Chloé était blonde[3]).

## Lieux de tournage
- Château de Champs-sur-Marne (Seine-et-Marne)[4]

## Distinctions
- Césars 1985 :  Meilleur décor et Meilleurs costumes
- BAFTA 1985 : nomination pour le meilleur film étranger et pour les meilleurs costumes

## Bande originale du film
Musique composée par Hans Werner Henze. Coproduction franco-allemande avec la participation du Ministère de la culture (Paris), Gaumont, FR3, SFCP, disque Milan (RC250) 
- 12 Variations pour sextuor à cordes et harpe autour de la petite phrase de Vinteuil (Licence Bioskop Film Munich)
- Katarina Blum : Suite de concert pour orchestre (Der Vergiftete Strom, Die Liebenden, Klage, Erinnerungen, Stosszeit (grosse fuge), Angst, Der Vergiftete Strom), par l'Orchestre Symphonique de la Radio de Bâle, direction Hans Werner Henze (éditions Schott)